# Чернецький Лев Ісаакович
Чернецький Лев Ісаакович (21 серпня 1875, Ананьїв, Херсонська губернія — 1945) — український композитор юдейського походження.
Військовий капельмейстер 8-го Донського козачого полку (1906) і 15-го стрілецького Його Величності короля Чорногірського Миколи I полку (1910), диригент Оркестру військових інвалідів.

## Життєпис
На грамплатівках і в нотних виданнях звичайно вказувався як «Л. Чернецький (син)». Його батько, Ісаак Чернецький (12 квітня 1852, Ананьїв, Херсонська губернія — 15 січня 1908, Кишинів, Бессарабська губернія), був автором маршів «Блакитна даль» і «Старовинний марш» . Двоюрідний брат — композитор Семен Чернецький, під керуванням якого Духовий оркестр Військового міністерства записав деякі пісні Левка Чернецького, в тому числі вальс «Угорка», а також вальс «Блакитна даль» Сака Чернецького (1944). Мати — Лея (Єлизавета) Чернецька, брати Нухим (2 серпня 1873, Кишинів) і Хаїм (12 листопада 1877, Кишинів), молодша сестра — Анна (8 лютого 1882).
З дванадцяти років ріс в Кишиневі, де його батько з 1887 служив капельмейстером 24-го Лубенського драгунського (згодом гусарського) полку і грав на альті в квартеті кишинівського відділення Російського музичного товариства (1899). У 1903 році «начальник музикантської команди» Сак Чернецький став одним з організаторів самооборони під час єврейського погрому в Кишиневі.
Закінчив музичне училище Товариства витончених мистецтв при Імператорському російською музичному товаристві в Одесі. Баритоніст. З 1903 — капельмейстер 57-го Модлінського піхотного полку в Одесі.
У 1906–1910 — капельмейстер 8-го Донського козачого генерала Іловайського полку, з 1910 — 15-го стрілецького Його Величності короля Чорногорського Миколи I полку. Колезький реєстратор. Жив в Одесі на Великій Арнаутській, будинок 14.
Оркестр дислокованого в Одесі 15-го стрілецького Його Величності короля Чорногорського полку під керуванням Льва Чернецького записав кілька грамплатівок (1912).
У 1910-ті мелодія маршу Чернецького «Дні нашого життя» послужила основою для популярної пісеньки «По вулиці ходила велика крокодила…».
Останнім місцем служби в якості капельмейстера в 1918 був 14-й стрілецький імені фельдмаршала Гурка полк. Емігрував з родиною до Франції.
Низка грамзаписів була виконана в 1930-ті Оркестром військових інвалідів під керуванням Льва Чернецького (Orchestre Militaire des Invalides Russes Mutilés de Guerre), організованим ним же в 1930 в Парижі..
З 1926 вів клас ансамблю духових інструментів в Російській консерваторії в Парижі.

## Родина
- Дядько — Лейб Чернецький (1 лютого 1866 — ?), З 1 вересня 1892 — капельмейстер 16-го стрілецького Його Величності Імператора Олександра III полку (в 1893–1894, дислокованого в Лівадії), в 1905 в складі полку взяв участь в битві під Мукденом, керував оркестром і працював на перев'язувальних пунктах (нагороджений срібною медаллю на Георгіївській стрічці з написом «За хоробрість»).
- Дядько — капельмейстер Селенгінського 41-го піхотного полку і композитор Абрам Рейдерман, автор вальсів «Осінні мрії», «Білі троянди», «На зорі», «Зацілують мене до смерті», «Сни життя», «На щастя», «Відкриття балу», «Без любові», марша для духового оркестру «Варяг», попурі «Гай-да трійка»[18].
- Двоюрідні сестри — музичні педагоги та концертуючі піаністки Есфір Чернецька (у шлюбі Гешелін; ? — 1922) і Віра Чернецька (1884 — ?, у шлюбі Меєрович)[19].
- Двоюрідний брат — Олександр Чернецький (1895 — не раніше 1947), був друкарем і видавцем, брав участь у випуску емігрантських періодичних видань, в тому числі газет «Вечернее время», «Возрождение», «Дни», «Последние новости», журналів «Звено», «Современные записки»; співробітник редакції газети «Русские новости»[20].

## Твори
- «Долой печаль, долой тоска» (марш). СПб: Музыкальное издательство «Октава», 1904.
- «Дни нашей жизни» (марш). Одесса: Прогрессивные новости, 1910. С посвящением Николаю Васильевичу Пташникову.[21][22]
- «Юнаки» (марш). Одесса: Типолитография Эдуарда Островского, 1909. С посвящением «братьям болгарам в память пребывания в Одессе».
- «Венгерка» (вальс)[23]
- «Последняя рублёвка»
- «Весёлые ночи в Шантане» (на мотивы новых любимых шансонеток)[24]
- «Одесская выставка» (марш). Одесса: Нотный магазин А. Иозефера, 1910. С посвящением купцу 1-й гильдии Самуилу Ароновичу Кальфе (?—1919, розстріляний).[25]
- «Железный стрелок» (марш)
- «Ключи счастья» (вальс)
- «Любовь всё» (вальс)
- «Мазурка» (бальний танець)
- «За Отчизну» (марш). С посвящением Ивану Васильевичу Пташникову.[26] Одесса: Издательство нотного магазина Э. Островского.
- «Скейтинг-ринг» (марш). Симферополь: Нотное издательство Я. И. Богорада.
- «Банх-танец» (єврейський cake-walk)
- «Стрелок», полька
- «Ночка в „Северной“» (попуррі із найновіших романсів и шансонеток). Одесса: Издательство нотного магазина Антона Густавсона на Дерибасовской, 20. С посвящением Александру Сирагановичу Асвадурову.
- «Морской король», марш (op. 56)
- «Потешные», марш;
- «В любви только счастье», вальс (op. 2)
- «В уединении» (Un solitude), вальс (op. 3)
- «Проказы амура», вальс (op. 4)
- «Привет Ялте», вальс («Привет Евпатории», op. 5)
- «Сновидение» (Un songe), вальс (op. 6)
- «Флирт», вальс (op. 15)
- «Пожалей ты меня», вальс (op. 33)
- «Грёзы счастья», вальс (Мечта о счастье, op. 44)
- «Весенний сон», вальс (op. 54)
- «Последняя надежда», вальс (op. 55)
- «Тоска», вальс
- «Увядшие розы» (улюблений циганський романс, op. 57)